# サハリアス・ヤンセン

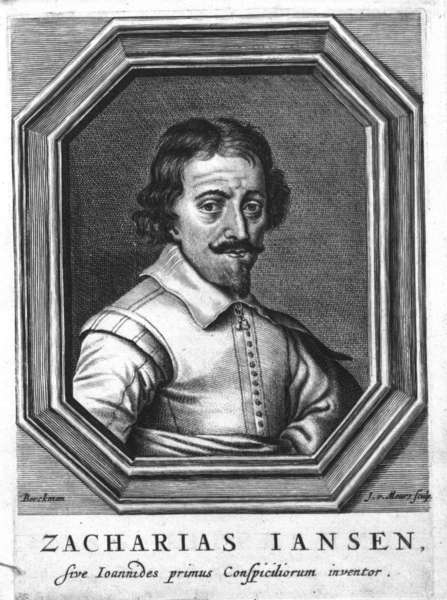
ヤンセン

サハリアス・ヤンセン（Sacharias Janssen, 1580年頃 - 1638年頃）はオランダ（ネーデルラント連邦共和国）のミデルブルフの眼鏡職人で、1590年頃、父親のハンス・ヤンセン（Hans Jansen）とともに2枚のレンズを組合わせた顕微鏡の原型を発明したとされる人物の一人である。ただし、顕微鏡の発明が誰によってなされたかについては様々な議論がある。ヤンセン父子の顕微鏡は筒の両端にレンズがついただけのもので倍率は3から9倍であった。名前はZachariasとも綴る。
望遠鏡の発明についても、後にサハリアスの兄弟は、ハンス・リッペルハイ（同じミデルブルフの職人で望遠鏡の発明者とされ、オランダ総督に特許を申請した）がハンス・ヤンセンの望遠鏡のアイデアを盗んだと証言している。逆に、ベックマン（ヤンセンの息子サカリアセンからレンズ研磨を習った）の日誌によると、サハリアスが望遠鏡を作ったのは1604年で、あるイタリア人の所有する1590年と書かれた望遠鏡を真似て作ったのだという。